# Francis Xavier Osamu Mizobe
Francis Xavier Osamu Mizobe (jap. フランシスコ・ザビエル溝部脩 Furanshisuko Zabieru Mizobe Osamu; ur. 5 marca 1935 w Shingishu, zm. 29 lutego 2016) – japoński duchowny rzymskokatolicki pochodzący z Korei Północnej, salezjanin, w latach 2000-2004 biskup diecezjalny Sendai, a następnie w latach 2004-2011 biskup Takamatsu.

## Życiorys
Święcenia kapłańskie przyjął 9 lutego 1964 w zakonie salezjanów. Był m.in. delegatem Duszpasterstwa Młodzieży diecezji Ōity (1973-1979), rektorem seminarium salezjańskiego w Chofu (1984-1990), a także prowincjalnym inspektorem swego zgromadzenia (1990-1996).

### Episkopat
10 maja 2000 papież Jan Paweł II mianował go ordynariuszem diecezji Sendai. Sakry udzielił mu 9 września 2000 arcybiskup metropolita Tokio Peter Takeo Okada. 14 maja 2004 został przeniesiony do diecezji Takamatsu. Jego ingres do tamtejszej katedry odbył się 19 lipca 2004.
W marcu 2010 osiągnął biskupi wiek emerytalny (75 lat) i zgodnie z prawem kanonicznym przesłał do Watykanu swoją rezygnację, która została przyjęta z dniem 25 marca 2011. Po przejściu na emeryturę do końca życia pracował jako dyrektor ośrodka duchowości dla młodzieży w Kioto.